# 濱中洋美
濱中 洋美（はまなか ひろみ、1982年3月9日 ） - ）は、広島県出身の女性ソフトテニス選手。日本代表。

## 来歴
広島女子商業学校-日本体育大学。
2001東アジア競技大会が初代表。2003世界選手権から2006アジア競技大会までの4年連続で日本代表に選出され3度の団体優勝に貢献。第一線引退後もシニアの部で活躍している。2023ナショナルチーム女子コーチに就任。ポジションは前衛。

## 四大国際大会戦績
- 2001東アジア競技大会　国別対抗団体戦優勝　ダブルス三位（河野加奈子・濱中洋美）

- 2003世界ソフトテニス選手権　国別対抗団体戦第三位　ダブルス三位（金智恩・濱中洋美）
- 2004アジアソフトテニス選手権　国別対抗団体戦優勝　ダブルス三位（河野加奈子・濱中洋美）ミックスダブルスベスト８（花田直弥・濱中洋美）

- 2005東アジア競技大会　国別対抗団体戦優勝　ダブルス三位（河野加奈子・濱中洋美）

- 2006アジア競技大会　国別対抗団体戦準優勝　ダブルス準優勝（辻美和・濱中洋美）

## 主な戦績
- 1999皇后賜杯全日本ソフトテニス選手権大会　ベスト8（鈴木・濱中）
- 2001皇后賜杯全日本ソフトテニス選手権大会　優勝（坂下・濱中）
- 2002皇后賜杯全日本ソフトテニス選手権大会　ベスト8（逢野・濱中）
- 2003皇后賜杯全日本ソフトテニス選手権大会　準優勝（逢野・濱中）
- 2004皇后賜杯全日本ソフトテニス選手権大会　ベスト8（河野・濱中）
- 2005皇后賜杯全日本ソフトテニス選手権大会　ベスト8（河野・濱中）
- 2006皇后賜杯全日本ソフトテニス選手権大会　ベスト8（上原・濱中）

- 2004全日本インドアソフトテニス選手権　優勝（逢野・濱中）
- 2005全日本インドアソフトテニス選手権　三位（河野・濱中）
- 2006全日本インドアソフトテニス選手権　三位（河野・濱中）
- 2007全日本インドアソフトテニス選手権　三位（上原・濱中）
- 2008全日本インドアソフトテニス選手権　三位（逢野・濱中）

- 2005東京インドアソフトテニス選手権　優勝（河野・濱中）
- 2006東京インドアソフトテニス選手権　優勝（河野・濱中）
- 2007東京インドアソフトテニス選手権　優勝（上原・濱中）

- 1999 インターハイ　優勝（鈴木・濱中）

- 2008西日本選手権　優勝（逢野・濱中）